# Enjoy Jazz

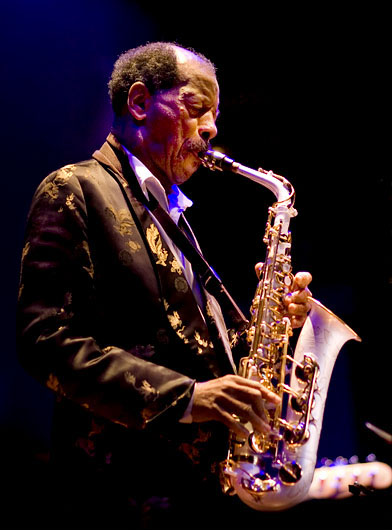
Ornette Coleman beim Enjoy Jazz 2008

Enjoy Jazz ist ein jährlich über den Zeitraum von sechs Wochen im Oktober und November veranstaltetes internationales Jazz-Festival, das in den Städten der Rhein-Neckar-Region Heidelberg, Mannheim und Ludwigshafen am Rhein stattfindet.

## Geschichte
Das Festival entstand 1999 nach einer Idee von Festivalleiter Rainer Kern. Es war zunächst eine Veranstaltungsreihe des Karlstorbahnhofs Heidelberg und vergrößerte sich in den folgenden Jahren, gemessen sowohl an der Zahl der Veranstaltungen, der zeitlichen Länge als auch an der Zahl der Veranstaltungsorte. Im zweiten Jahr expandierte das Festival nach Mannheim; seit 2002 sind Spielstätten in Ludwigshafen am Rhein ebenfalls fester Bestandteil.
Während 1999 der Spielplan ganze 15 Konzerte umfasste, waren es 2007 bereits mehr als 60 Veranstaltungen.  Insgesamt wird das Festival jährlich von über 20.000 Gästen besucht.

## Idee
Das Konzept des Festivals wurde von Beginn an mit der richtungsweisenden Idee gestaltet, Musiker nicht nur zu präsentieren, sondern immer auch zeitaktuelle Entwicklungen zu begleiten. Das Festival setzt daher auf einen ausgewogenen Mix aus Jazz-Größen und jungen Ausnahmetalenten. Dem Zusatz „internationales Festival für Jazz und Anderes“ folgend, werden dabei immer auch Bands gebucht, deren musikalisches Werk über die schwierig zu definierenden Grenzen des Jazz hinausgeht, und die sich innerhalb der angrenzenden Genres wie Klassik, Pop, Rock, Hip-Hop, Elektro und Ambient bewegen.
In den ersten neunzehn Ausgaben spielten unter anderem Till Brönner, Ornette Coleman, Jack DeJohnette, Richard Galliano, Jan Garbarek, Charlie Haden, Herbie Hancock, Roy Hargrove, Lee Konitz, Nils Landgren, Joe Lovano, Brad Mehldau,  Nils Petter Molvær, David Murray, Joshua Redman, Dianne Reeves, Heinz Sauer & Michael Wollny, John Scofield, Archie Shepp, Wayne Shorter, Esbjörn Svensson Trio, Erik Truffaz und McCoy Tyner. Auch die folgenden Künstler, die eher dem Hip-Hop oder der Electronica zugeordnet werden, spielten: Phillippe Cohan Solal, DJ Grazzhoppa’s DJ Bigband, Guru, DJ Jazzy Jeff, Kinderzimmer Productions, Lychee Lassi, St. Germain, Kyoto Jazz Massive, Nightmares on Wax und Tosca.
Das 2005 während des Festivals aufgezeichnete und später unter dem Namen Sound Grammar veröffentlichte Album von Ornette Coleman erlangte eine Grammy-Nominierung und erhielt den Pulitzer-Preis für Musik.
Die Frankfurter Allgemeine Zeitung ließ sich 2007 sogar zu der Feststellung hinreißen, dass „nicht New York, Montreux oder Den Haag […] das umfangreichste Jazzfestival weltweit [bieten], sondern Heidelberg, Mannheim und Ludwigshafen.“
Die französische Zeitung Le Monde schrieb 2009 nach einem Festivalbesuch, dass Enjoy Jazz „ein Festival [ist], das in Europa seinesgleichen sucht“.
Eine besondere Würdigung erfuhr Enjoy Jazz 2017 durch einen Bericht im amerikanischen Fachblatt Down Beat. Besonders wurde hierbei das „mit gutem Geschmack zusammengestellte“ Festivalprogramm und der Auftritt von Erwin Ditzners Carte Blanche am 23. Oktober 2017 in der Alten Feuerwache Mannheim gelobt.

## Finanzierung
Das Festival wird nur zu einem kleinen Teil aus öffentlichen Geldern finanziert. Das Budget, das 2007 bei etwa 700.000 Euro lag, setzt sich vor allem aus Sponsorengeldern zusammen. In den ersten Jahren fungierte der Softwareentwickler SAP als Hauptgeldgeber. Als diese ihr Engagement  im Corporate-Social-Responsibility-Bereich 2005 aufs Sportliche verlegten, übernahm SAS Deutschland – ebenfalls eine Softwarehersteller mit Deutschland-Sitz in Heidelberg – die Hauptförderung bis 2024. Seit dem Jahr 2024 ist der Hauptsponsor des Festivals der Mannheimer Pharmakonzern Phoenix. Daneben wird Enjoy Jazz seit mehreren Jahren durch den in Ludwigshafen ansässigen Chemie-Riesen BASF unterstützt, in dessen firmeneigenen Veranstaltungshäusern ebenfalls Konzerte des Festivals stattfinden.
Enjoy Jazz ist Mitglied im Europe Jazz Network und das Partnerfestival von Nancy Jazz Pulsations.

## Spielstätten
Hauptspielstätten des Festivals Enjoy Jazz sind in Heidelberg der Karlstorbahnhof, in Mannheim die Alte Feuerwache sowie in Ludwigshafen das Feierabendhaus der BASF.